# Atanazy I (patriarcha Konstantynopola)
Atanazy I, gr. Αθανάσιος Α΄, Athanasios I (ur. ok. 1235, zm. ok. 1315) – święty Kościoła prawosławnego, patriarcha Konstantynopola od  14 października 1289 do 16 października 1293 i ponownie od  23 czerwca 1303 do września 1309.

## Życiorys
Atanazy urodził się około 1235 r. w Adrianopolu w rodzinie pobożnych rodziców Jerzego i Eufrozyny. Na chrzcie otrzymał imię Aleksy. Jako młodzieniec potajemnie opuścił dom rodziny i udał się do Tesaloniki, gdzie złożył śluby zakonne i przyjął imię Akacjusz. Po święceniach przebywał w klasztorze Esfigmenu (na górze Atos) i św. Łazarza w Galicji (w pobliżu Efezu). Odbył pielgrzymkę do Ziemi Świętej, odwiedził Jerozolimę i górę Synaj. Przez długi czas żył jako pustelnik na górze Latros (niedaleko Miletu), a następnie na Górze Świętego Auksencjusza w Bitynii. Powróciwszy do klasztoru św. Łazarza, spędził w nim osiem lat. W tym czasie przyjął święcenia kapłańskie. Stamtąd udał się na górę Atos do klasztoru Karakalu, a następnie na górę Ganos w Tracji, gdzie stopniowo zaczęli się wokół niego gromadzić bracia. Sława świątobliwego życia Atanazego dotarła w tym czasie na dwór cesarski.
Atanazy wziął udział w synodzie blacherneńskim w 1285 r. W 1289 r. z woli cesarza. Andronika II Paleologa został wyniesiony na stolicę patriarszą Konstantynopola. Jako patriarcha, zadziwił wszystkich głęboką ascezą i długimi nocnymi czuwaniami. „...Spał na gołej ziemi, nie mył nóg, zawsze chodził na piechotę, i miał charakter, którym odznaczają się tylko ludzie mieszkający w górach i jaskiniach...”. Uważając, że życie społeczne powinno się stosować do nakazów Ewangelii, Atanazy surowo ganił obyczaje i porządki panujące w stolicy, domagał się przywrócenia dyscypliny w Kościele, nakazywał biskupom, którzy opuścili swoich wiernych i prowadzili życie w Konstantynopolu, powrót do swoich diecezji. Działalność Atanazego wywołała niezadowolenie ludności Konstantynopola i duchowieństwa, które zmusiło patriarchę 16 października 1293 r. do zrzeczenia się urzędu i udania się do stołecznego klasztoru Ksirolof. Opuszczając katedrę patriarszą, Atanazy napisał ekskomunikę na rodzinę cesarską, biskupów, duchowieństwo i zwykłych ludzi i umieścił ją w szparze ściany katedry Hagia Sophia. Odnaleziona rok później ekskomunika wywołała wielkie wzburzenie w stolicy.
Podczas pobytu w klasztorze, Atanazy zachował wpływ na cesarza, który po 10 latach, w czerwcu 1303 r., ponownie wezwał go na stolicę patriarszą (okazją stało się spełnione proroctwo o trzęsieniu ziemi). Podczas swojego drugiego patriarchatu Atanazy skupił się na kwestiach prawa i moralności, a także na polityce socjalnej Cerkwi. Prowadził aktywną działalność charytatywną, zwłaszcza w czasie klęski głodu, którą wywołał w stolicy napływ tysięcy chłopów uciekającymi przed łupiestwami Kompanii Katalońskiej. Pozbawionym środków do życia uciekinierom Atanazy zapewnił żywność i noclegi. Dążył do wzmocnienia roli monastycyzmu w życiu Kościoła i społeczeństwa i podniesienia pozycji patriarchatu w imperium. Antyłacińska postawa Atanazego wpłynęła na ograniczenie kontaktów Cesarstwa z Zachodem. Opozycja biskupów i duchowieństwa doprowadziły we wrześniu 1309 r. do powtórnego ustąpienia Atanazego ze stanowiska patriarchy. Ostatnie lata życia spędził w klasztorze Ksirolof, gdzie zmarł w podeszłym wieku. Wkrótce po śmierci zaczął odbierać cześć jako święty.

## Pisma
Zachowało się około 180 listów Atanazego. Część z nich została opublikowana (Talbot A.-M. The Correspondence of Athanasius I, Patriarch of Constantinople, Washington, 1975 (CFHB; Vol. 7), TS Miller ,Thomas J. The Monastic Rule of Athanasios I (OCP. 1996. Vol. 62. ss. 353–371). Z imieniem Atanazego tradycja łączy też dwie mowy katechetyczne (Beck. Kirche und Theol. Literatur. s. 692). Prawdopodobnie jemu należy również przypisać hymn liturgiczny ku czci błogosławionej dziewicy Maryi na dwa głosy, którego kolejne strofy tworzą akrostych alfabetyczny, zaczynający się od słów: «Αμβροσίας κόσμῳ τὴν τροφήν» (Ambrozję świata opisuję), podpisany jako „utwór świętego Atanazego, patriarchy Konstantynopola, młodszego (τοῦ νέου)” (Θεοτοκάριον. Βόλος, 199.112. Σ. 54–56). Atanazemu przypisuje się też kanon na dwa głosy ku czci św Łazarza galicyjskiego (założyciela klasztoru, w którym Atanazy przebywał), zaczynający się od słów «Διελθὼν τὸν γνόφον τῆς σαρκὸς» (Przechodząc przez ciemności ciała), zawierający akrostych «Δέδεξο, πάτερ, ὕμνον Αθανασίου» (Przyjmij, Ojcze pieśń Atanazego), który zachował się w rękopisie z XIV w. (. Ath. Laur Ω 138 Fol 8v -... 9v) (.. Ταμεῖον. Ν 183 Σ 81).
Istnieją dwa żywoty Atanazego z XIV wieku: Teoktysta Studyty (BHG, N 194) i Józefa Kalofeta (BHG, N 194s). Spod pióra Teoktysta Studyty wyszły również skrócony życiorys patriarchy, jego pochwała i opis pośmiertnych cudów Atanazego (Talbot A.-M. Faith Healing in Late Byzantium: The Posthumuous Miracles of the Patriarch Athanasios I of Constantinopole by Theoktistos the Stoudite Brooklyn (Massachusetts), 1983).

## Wspomnienie
Najstarszy opis życia i posługi Atanazego (Ath. Iver. 50, XIV w.) został umieszczony pod datą 24 października, we wszystkich innych kolekcjach greckich natomiast pod 28 października. Zdaniem A. I. Papadopulo-Keramevsa 24 października jest dniem śmierci Atanazego, a 28 października dniem jego pogrzebu. Wspomnienie Atanazego jest obchodzone w Kościele rosyjskim i na górze Atos 24 października, a w Kościele greckim 28 października.